# Вікна (журнал)
Ві́кна — щомісячний громадсько-політичний і літературно-художній журнал пролетарських письменників Західної України. 

## Історія
Видавали з 1927 по 1932 рік у Львові з ініціативи КПЗУ; орієнтований на висвітлення досягнень радянської влади в СРСР, зокрема й в УРСР. З 1929 рокум орган літературної організації «Горно».
Перший редактор і видавець (до 1930 року) — В. Бобинський, потім Степан Тудор, з 1932 року відповідальний редактор — Сидір Кузик. 
У 1932 видання заборонене польською владою «за пропаганду комунізму».

## Опис
Розділи: «Література», «Знання», «Мистецтво», «Критика». Виходив додаток «Жива сцена» (1930, № 1—3, додатки до № 2, 4, 7/8), квартальник сценічного мистецтва. Крім того, у рубриці «Хроніка» містилася інформація про письменницькі з'їзди, нові видання, мистецькі й театральні виставки, полеміка з іншими галицькими періодичними виданнями.
Друкували твори письменників Західної та Східної України: О. Гаврилюка, Мирослава Ірчана, П. Козланюка, Я. Галана, А. Павлюка, Я. Кондри, І. Крушельницького, Антоніни Матулівни, Д. Осічного, Мирослави Сопілки, М. Тарновського, П. Тичини, В. Сосюри, М. Бажана, Н. Забіли, Петра Панча, Л. Первомайського, Гео Шкурупія, Миколи Хвильового, І. Микитенка, а також зарубіжних пролетарських письменників, літературно-критичні розвідки про їх творчість. Серед літературознавчих досліджень: статті з історії літератури В. Бобинського, Я. Савченка, А. Ніковського, І. Айзенштока; з теорії літератури — Степана Тудора. 
Часопис ілюстрований репродукціями картин В. Касіяна, С. Гординського, М. Глущенка, С. Налепинської-Бойчук.
За ЕСУ, мистецькі завдання літературної творчості щодо світогляду трактувалися як вторинні, спрямовані на більш виразне розкриття класового конфлікту в суспільстві. Дискусивні матеріали містили критичні висловлювання про націоналістичних, католицьких літераторів, ліберальні угруповання.

## Значення
Журнал пропагував ідею об'єднання Західної та Східної України.
За ЕІУ, заслугою журналу є ознайомлення західноукраїнських читачів з тогочасною літературою лівого спрямування Болгарії, Німеччини, Польщі, Чехословаччини, Франції. 
Гаврилюк так охарактеризував значення «Вікон» у статті під назвою «Пальці на горлі»: «Зовсім нова, яскрава і всебічно важлива сторінка в західноукраїнській літературі починається з появи журналу „Вікна“». Журнал відкрив до цього невідомі імена молодих письменників, що «йшли в літературу від верстатів і плуга», зі студентського середовища.